# Karl Flemisch
Karl Flemisch (* 8. Januar 1878; † 1937) war ein deutscher Volkssänger und Komiker.

## Leben und Werk
Flemisch war von Beruf Anstreicher und begann seine Karriere als Volkssänger um die Jahrhundertwende bei einer der so genannten ambulanten Sonntagsgesellschaften. Das waren Vereinigungen, die nur an Wochenenden auftraten, da ihre Mitglieder die Woche über im bürgerlichen Berufsleben standen. Sie hatten auch keine festen Spielorte, und als Honorar mussten sie sich oft mit nur einem warmen Abendessen zufriedengeben – zu dem, was sie beim „Abwackeln“ bei den Zuschauern für sich einsammeln konnten.
Flemisch blieb nie lange bei einer Gesellschaft, er wechselte oft. Nachdem er es selbst bereits zu einiger Bekanntheit gebracht hatte, war er ab 1915 Partner bei den Auftritten von Karl Valentin und Liesl Karlstadt im Varietésaal „Wien-München“ im Hotel Wagner in der Münchner Sonnenstraße, z. B. in dem berühmten Alpensänger-Terzett und in der „Orchesterprobe“. Später war er im Hotel Peterhof und an der Seite von August Junker und Hans Blädel zu sehen.
Flemisch ist in einem Filmfragment aus dem Jahr 1913 festgehalten, das in Karl Valentins Atelier am Platzl in München aufgenommen wurde.
Flemisch spielte 1929 in dem Franz-Seitz-Film „Links der Isar – rechts der Spree“ als ‘Xaver Speckmaier’ an der Seite von Albert Paulig und dem Weiß Ferdl mit.
Flemisch starb 1937. Sein Grab befindet sich auf dem Friedhof am Perlacher Forst.

## Ehrungen
- 1964 wurde ein Weg im Münchener Stadtteil Blumenau[12] nach Flemisch benannt.